# Martin Sarmiento Jumoad
Martin Sarmiento Jumoad (Cebu, 11 novembre 1956) è un arcivescovo cattolico filippino, dal 4 ottobre 2016 arcivescovo metropolita di Ozamiz.

## Biografia

### Formazione e ministero sacerdotale
Dopo aver frequentato la scuola primaria e secondaria a Kinasang-an, ha proseguito gli studi di filosofia al seminario San Carlos di Cebu e di teologia cattolica al seminario regionale di Davao City.
Il 7 aprile 1983 è stato ordinato sacerdote per la prelatura territoriale di Isabela.
Dopo l'ordinazione dal 1989 al 1990 ha seguito i corsi del Priest Training Institute di St. Louis. Successivamente nel 1991 è stato nominato decano del seminario regionale di Davao City, mentre dal 1994 al 1996 ne è stato direttore spirituale. Dall'aprile 2001 ha guidato la prelatura territoriale di Isabela come amministratore diocesano durante la sede vacante.

### Ministero episcopale

Stemma da prelato di Isabela

Il 21 novembre 2001 papa Giovanni Paolo II lo ha nominato prelato di Isabela. Ha ricevuto l'ordinazione episcopale il 10 gennaio 2002 dall'arcivescovo di Zamboanga Carmelo Dominador Flores Morelos, co-consacranti il vescovo-prelato di Ipil Antonio Javellana Ledesma e il vicario apostolico di Jolo Angelito Rendon Lampon. Ha scelto il motto Fides et spes ("Fede e speranza"). Ha preso possesso della prelatura territoriale il 12 gennaio successivo.
Il 26 settembre 2003, il 24 febbraio 2011 e 7 il giugno 2019 è stato ricevuto in udienza papale durante la visita ad limina svolta insieme agli altri presuli filippini.
Il 4 ottobre 2016 papa Francesco lo ha promosso arcivescovo metropolita di Ozamiz, succedendo a Jesus Armamento Dosado, dimessosi per raggiunti limiti d'età. Il 30 novembre seguente ha preso possesso dell'arcidiocesi.
Nella Conferenza episcopale filippina è stato vicepresidente della Commissione per il lavoro missionario dal 2017 al 2019 e ha rappresentato la regione del Mindanao settentrionale nel Consiglio permanente della Conferenza episcopale dal 2017 al 2021. Dal 2021 è vicepresidente della Commissione per l'apostolato biblico.
Il 17 novembre 2023 ha guidato il pellegrinaggio organizzato in occasione del cinquantesimo anniversario di fondazione dell'arcidiocesi di Ozamiz ed è stato ricevuto dal Santo Padre in udienza insieme ai pellegrini.
Dal 3 gennaio 2024 al 13 agosto 2025 è stato anche amministratore apostolico di Pagadian.

## Genealogia episcopale e successione apostolica
La genealogia episcopale è:
- Cardinale Scipione Rebiba
- Cardinale Giulio Antonio Santori
- Cardinale Girolamo Bernerio, O.P.
- Arcivescovo Galeazzo Sanvitale
- Cardinale Ludovico Ludovisi
- Cardinale Luigi Caetani
- Cardinale Ulderico Carpegna
- Cardinale Paluzzo Paluzzi Altieri degli Albertoni
- Papa Benedetto XIII
- Papa Benedetto XIV
- Cardinale Enrico Enriquez
- Arcivescovo Manuel Quintano Bonifaz
- Cardinale Buenaventura Córdoba Espinosa de la Cerda
- Cardinale Giuseppe Maria Doria Pamphilj
- Papa Pio VIII
- Papa Pio IX
- Cardinale Alessandro Franchi
- Cardinale Giovanni Simeoni
- Cardinale Antonio Agliardi
- Cardinale Basilio Pompilj
- Cardinale Adeodato Piazza, O.C.D.
- Cardinale Egidio Vagnozzi
- Arcivescovo Teopisto Valderrama Alberto
- Arcivescovo Carmelo Dominador Flores Morelos
- Arcivescovo Martin Sarmiento Jumoad

La successione apostolica è:
- Vescovo Ronald Anthony Parco Timoner (2025)